# Jorge Brian Panta
Jorge Brian Panta Herreros (Piura, Perú; 22 de julio de 1995) es un tenista profesional peruano.
Desde 2024 se encuentra suspendido hasta 2027 por la ITIA (Agencia Internacional para la Integridad en el tenis) por amaño reiterado de partidos.

## Carrera
En sus inicios, su logro más importante en el circuito Junior fue la semifinal de dobles del US Open, junto al japonés Yoshihito Nishioka.

### Copa Davis
Ha representado a Perú, con un récord general de 6-8.

## Títulos ITF (11; 3+8)
Individuales (3)
| N.° | Fecha              | Torneo        | Superficie    | Oponente en la final | Resultado      |
| --- | ------------------ | ------------- | ------------- | -------------------- | -------------- |
| 1.  | septiembre de 2019 | M15 Cancún    | Dura          | Mauricio Echazú      | 2-6, 6-2, 6-3  |
| 2.  | agosto de 2022     | M15 Cancún    | Dura          | Adam Walton          | 1-6, 6-3, 6-4  |
| 3.  | octubre de 2022    | M15 Manizales | Tierra batida | Gustavo Heide        | 6-1, 3-6, 7-63 |